# میدان یاسر
میدان یاسر از میدان‌ها شمال تهران است.  این میدان در خیابان شهید باهنر قرار دارد و خیابان عمار از سمت جنوب غربی  به این میدان متصل می شود.  محله جماران در ضلع شمالی این میدان قرار دارد.